# Мики (име)
Мики је словенско мушко име, у Србији изведено од имена Михаило, а у Хрватској од имена Томислав. Занимљиво је да се јавља и код Абориџина у значењу млад месец, а и у Јапану са истим значењем када се даје дечаку, а када се даје девојчици означава цвет или дрво. Према другом тумачењу, ово јапанско име је изведено од две речи: ми (美) значи „диван“, а ки (紀) значи „запис“.

## Популарност
У јужној Аустралији је 2001. и 2002. ово име било међу првих шестсто имена по популарности.